# リカース

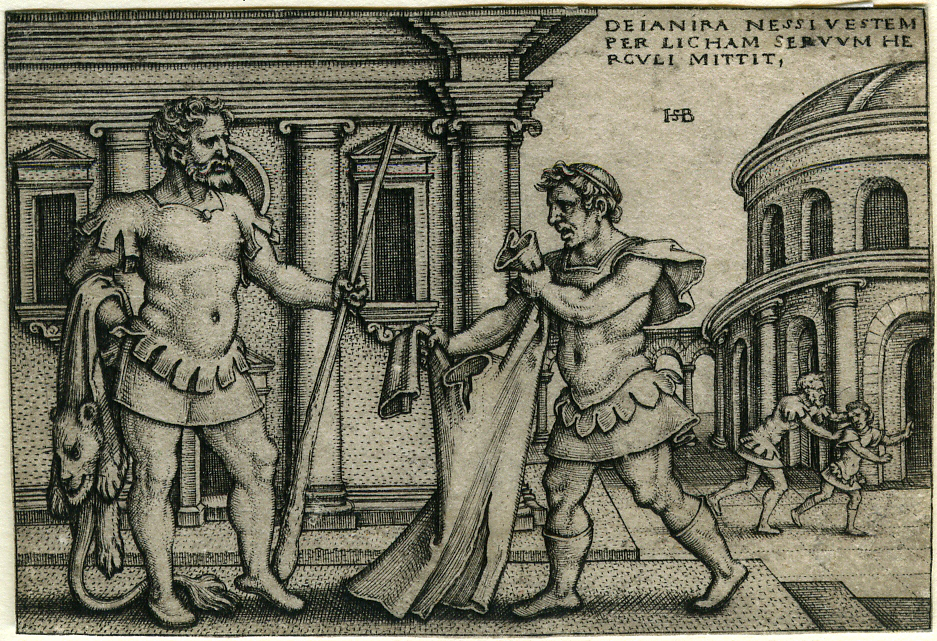
ヘーラクレースに服を届けるリカース。

リカース（古希: Λίχας, Lichās）は、ギリシア神話の人物である。長母音を省略してリカスとも表記される。ヘーラクレースの伝令使。

## 神話
ヘーラクレースはオイカリア王エウリュトスの娘イオレーと結婚できなかった報復に、エウリュトスを滅ぼしてイオレーを捕虜とした。そして帰国のさいに立ち寄ったエウボイアのケーナイオン岬でゼウスを祭祀しようとした。そこでヘーラクレースはリカースをトラーキースに遣わして儀式用の衣服を取りに行かせた。このときリカースはヘーラクレースの妻デーイアネイラに夫がイオレーという美女を捕虜にしたことを話したと伝えられる。そこでデーイアネイラはヘーラクレースの愛を心配してネッソスの血を媚薬と信じて服に塗り、リカースに持って行かせた。そのためヘーラクレースはネッソスの血に交じっていたヒュドラーの毒によって肉体が腐り、苦しんで服を持ってきたリカースを海に投げ込んだ後、オイテー山で生きたまま火葬されて死んだ。
ソポクレースによるとリカースはトラーキースに捕虜を連行し、人々に勝利を伝えた。しかしデーイアネイラに対しては、戦争の原因が美女イオレーであったので、イオレーについては気を使って何も話さなかった。デーイアネイラが捕虜の中できわだっているイオレーを発見し、何者であるか尋ねてもリカースは答えようとしなかった。しかしデーイアネイラに仕える老人はリカースが別のところでイオレーをヘーラクレースの妻だと話しているのを聞いていたため、問い詰められて本当のことを話してしまった。
セネカでは、ヘーラクレースはトラーキースの人々に勝利を伝えるためにリカースをトラーキースに遣わされ、イオレーら捕虜たちを連行したが、ソポクレースのようにイオレーのことをデーイアネイラに伝える役割は与えられていない。
いずれにせよデーイアネイラはイオレーのことを知って嫉妬し、リカースにネッソスの血を塗った服をヘーラクレースのところに持って行かせた。ヘーラクレースはヒュドラーの猛毒にひどく苦しめられて激怒し、服を持ってきたリカースを怒鳴りつけたが、リカースにはどうしてそんなことになったのかさっぱりわからず、踵をつかまれて、海面に見えていた岩に投げつけられて死んだ。あるいは恐怖のために祭壇にしがみついていたが、空高く投げられて首と胴体がバラバラになり、首は岩に、胴体は海に落ちた。
また一説によるとデーイアネイラはネッソスの血が毒であることに気づいてリカースを止めようとしたが手遅れだったという。リカースが落ちた場所には岩ができ、船乗りはその岩を忌み、リカースと呼んだという。